# Zeta Arae
Zeta Arae (ζ Arae, förkortat Zeta Ara, ζ Ara)  är en ensam stjärna belägen i den mellersta delen av stjärnbilden Altaret. Den kallas ibland Tseen Yin, tillsammans med 8 Arae. Den har en skenbar magnitud på 3,13 och är synlig för blotta ögat där ljusföroreningar ej förekommer. Baserat på parallaxmätning inom Hipparcosuppdraget på ca 6,7 mas, beräknas den befinna sig på ett avstånd på ca 490 ljusår (ca 149 parsek) från solen.

## Egenskaper
Zeta Arae är en orange till röd jättestjärna av spektralklass K3 III, som anger att den är en stjärna som har förbrukat förrådet av väte i dess kärna och utvecklats bort från huvudserien. Stjärnan har en beräknad massa som är ca 7-8 gånger större än solens massa, en radie som är ca 114 gånger större än solens och utsänder från dess fotosfär ca 3 800 gånger mera energi än solen vid en effektiv temperatur av ca 4 200 K.
Zeta Arae visar ett överskott av infraröd strålning som kan tyda på att den har omgivande materia.